# Libyens herrlandslag i fotboll
Libyens herrlandslag i fotboll representerar Libyen i fotboll för herrar. Laget spelade sin första landskamp i augusti 1953 vid panarabiska spelen i Egypten, och åkte på en tvåsiffrig smäll med 2–10 mot just hemmalaget Egypten.

## Afrikanska mästerskapet
Libyen har varit med i Afrikanska mästerskapet tre gånger: 1982, 2006 och 2012.

### 1982
Libyen arrangerade det afrikanska mästerskapet 1982, och var i egenskap av värdland automatiskt kvalificerade för turneringen. Laget spelade i en grupp med Ghana, Tunisien och Kamerun.
I den första matchen mot Ghana såg Libyen ut att vinna, men Opoku Nti kvitterade i matchens slutskede och slutresultatet blev 2–2. Man vann sedan matchen mot Tunisien med 2–0 efter att en tunisisk spelare gjort självmål och efter att ett misstag av det tunisiska försvaret gett Libyen möjlighet att fastställa resultatet till 2–0. Efter en mållös match mot Kamerun stod det klart att Libyen vunnit sin grupp och kvalificerat sig för semifinal.
I semifinalen mot Zambia vände Libyen ett 0–1-underläge till seger med 2-1. Ali Al-Beshari gjorde båda Libyens mål. I den följande finalen mot Ghana, som man tidigare mött i gruppspelet, nätade Al-Beshari på nytt och ställningen efter 90 minuter var 1–1. Matchen gick till straffläggning efter vilken Ghana stod som segrare med sju av åtta straffmål mot Libyens sex.

### 2006
Libyen var 2006 tillbaka i det afrikanska mästerskapet, efter 24 års väntan. Laget lyckades inte upprepa framgångarna från sitt första mästerskap. Efter 0–3 mot Egypten, 1–2 mot Elfenbenskusten och 0–0 mot Marocko slutade man sist i sin grupp. Libyens ende målskytt i turneringen var Abdesalam Kames.

### 2012
Libyen gjorde sitt tredje och hittills (2024) senaste framträdande i mästerskapet 2012, i en grupp där man mötte Senegal, Ekvatorialguinea och Zambia. Libyen förlorade öppningsmatchen mot Ekvatorialguinea, spelade 2–2 mot Zambia och vann med 2–1 mot Senegal. De fyra poängen innebar en tredjeplats i gruppen, vilket inte var tillräckligt för att kvalificera sig för slutspel.

## Matchdräkt
Under Muammar al-Gaddafis styre spelade Libyen i grön matchdräkt för att spegla den helgröna flagga al-Gaddafi infört. Sedan 2012, efter att flaggan ändrats efter det libyska inbördeskriget, spelar man i rött, svart och grönt.

## Hemmaplan

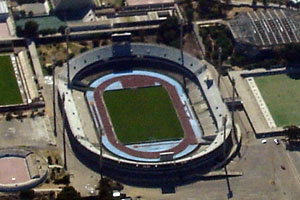

Libyen spelar vanligtvis sina hemmamatcher på Tripolistadion i landets huvudstad Tripoli. Den var en av två spelplatser då Libyen arrangerade 1982 års afrikanska mästerskap.